# Eishockey-Landesliga Bayern 1988/89
Die Eishockey-Landesliga Bayern 1988/89 wurde unter dem Dach des Bayerischen Eissportverbandes (BEV) organisiert und war nach der Bayernliga eine der sechsthöchsten Spielklassen im deutschen Eishockey.

## Saisonverlauf
Die Eishockey-Landesliga 1988/89 war die 41. Ausspielung dieser Liga. Meister und Aufsteiger wurde der ERV Schweinfurt. Durch die Erweiterung der Bayernliga auf 20 Teilnehmer konnten sich acht weitere Mannschaften für die Bayernliga 1989/90 qualifizieren. Am Ende der Saison haben drei Absteiger und sieben Rückzieher die Liga verlassen.

### Modus
Die 43 Teilnehmer spielten eine Einfachrunde in fünf Gruppen zu je sieben bis elf Mannschaften. Nach der Hauptrunde waren jeweils die Gruppensieger für die Meisterrunde qualifiziert, in welcher der bayerische Landesligameister und vier Aufsteiger ermittelt wurden. Die Platzierungen zwei bis fünf jeder Gruppe spielten in Platzierungsrunden fünf weitere Aufsteiger aus. Am Ende der Saison gab es drei Absteiger und sieben Rückzieher.

## Teilnehmer
Nicht mehr dabei waren die Auf- und Absteiger der Vorsaison. Neu hinzukamen die Absteiger aus der Bayernliga und die Aufsteiger aus der bayerischen Kreisliga.

### Hauptrunde
| Platz | Gruppe 1 (Nord)  | Gruppe 2 (Ost)   | Gruppe 3 (Mitte)          | Gruppe 4 (Süd)      | Gruppe 5 (West)           |
| ----- | ---------------- | ---------------- | ------------------------- | ------------------- | ------------------------- |
| 1.    | ERV Schweinfurt  | ESC Vilshofen    | EC Schwaig                | SV Hohenfurch       | TSV Marktoberdorf         |
| 2.    | ERSC Amberg      | ASV Dachau       | ETC Höhenkirchen          | ESV Bad Bayersoien  | TSV Obereuren             |
| 3.    | EV Weiden        | ESV Gebensbach   | SC Gaißach                | VfL Denklingen      | ESV Türkheim              |
| 4.    | ERC Haßfurt      | EV Aich          | EC Planegg-Geisenbrunn    | EV Mittenwald       | ESV Burgau (A)            |
| 5.    | SC Bad Kissingen | EV Bruckberg (R) | EHC Bad Aibling (A)       | SC Eibsee-Grainau   | ESV Buchloe (A)           |
| 6.    | EC Erkersreuth   | ERC Regen        | TC Rosenheim              | SC Forst            | SC Memmingen 1b           |
| 7.    | ESC Höchstadt    | SC Ergolding     | EC Thanning (N)           | TSV Haunstetten (N) | SG Hopferau-Eisenberg (R) |
| 8.    | ESV Würzburg     |                  | ERSC Ottobrunn            | MTV Dießen          | SV Kempten                |
| 9.    |                  |                  | Frillensee-Inzell 1b (NR) | EHC Weilheim (NR)   |                           |
| 10.   |                  |                  | EV Fürstenfeldbruck 1b    |                     |                           |
| 11.   |                  |                  | USC München               |                     |                           |

(A) = Absteiger aus der Bayernliga, (N) = Neu in der Liga, (R) = Rückzug, Teilnehmer Meisterrunde fett gedruckt.
 Gruppensieger  Teilnehmer Platzierungsrunden  Absteiger / Rückzug
- Mit Ausnahme von SC Gaißach, ESV Türkheim und SG Eibsee-Grainau nahmen die Plätze 2 bis 5 jeder Gruppe an den Platzierungsrunden teil.

### Meisterrunde
|    | Mannschaft      | Spiele | Tore  | Diff. | Punkte |
| -- | --------------- | ------ | ----- | ----- | ------ |
| 1. | ERV Schweinfurt | 6      | 68:15 | +53   | 12     |
| 2. | ESC Vilshofen   | 6      | 24:33 | −9    | 6      |
| 3. | SV Hohenfurch   | 6      | 27:48 | −21   | 3      |
| 4. | EC Schwaig      | 6      | 20:43 | −23   | 3      |

 BLL-Meister und Aufsteiger  Aufsteiger, (N) = Neu in der Liga
- Der TSV Marktoberdorf nahm an Meister- und Platzierungsrunden nicht teil

### Platzierungsrunden
|    | Mannschaft         | Spiele | Tore  | Diff. | Punkte |
| -- | ------------------ | ------ | ----- | ----- | ------ |
| 5. | ERSC Amberg        | 8      | 99:29 | +70   | 16     |
| 6. | TSV Oberbeuren (R) | 8      | 42:47 | −5    | 8      |
| 7. | ASV Dachau         | 8      | 32:40 | −8    | 8      |
| 8. | ETC Höhenkirchen   | 8      | 43:76 | −33   | 4      |
| 9. | ESV Bad Bayersoien | 8      | 37:61 | −24   | 4      |

|    | Mannschaft            | Spiele | Tore  | Diff. | Punkte |
| -- | --------------------- | ------ | ----- | ----- | ------ |
| 10 | EV Weiden 1b          | 4      | 42:12 | +30   | 8      |
| 11 | VfL Denklingen        | 4      | 21:23 | −2    | 4      |
| 12 | ESV Gebensbach 1b (R) | 4      | 11:39 | −28   | 0      |

|    | Mannschaft  | Spiele | Tore  | Diff. | Punkte |
| -- | ----------- | ------ | ----- | ----- | ------ |
| 13 | ERC Haßfurt | 6      | 65:21 | +44   | 12     |
| 14 | EV Aich (R) | 6      | 33:40 | −7    | 5      |
| 15 | EC Planegg  | 6      | 25:41 | −16   | 4      |
| 16 | ESV Burgau  | 6      | 23:44 | −21   | 3      |

 Aufsteiger (BYL)  für BLL 1989/90 qualifiziert  Absteiger / Rückzug